# Miloš Hrazdíra
Miloš Hrazdíra, né le 23 novembre 1945 à Žďárná, mort le 25 janvier 1990 à Brno, était un coureur cycliste tchécoslovaque, dont la carrière cycliste s'étend sur plus de 15 ans au meilleur niveau du cyclisme amateur. Son nom se retrouve tant sur le podium du Tour de l'Avenir, que sur celui de la Course de la Paix, les deux grandes épreuves du cyclisme amateurs avant 1990.

## Biographie
La première sélection de Miloš Hrazdíra dans une grande compétition cycliste internationale, avec le maillot de La République de Tchécoslovaquie intervient en 1966, pour l'épreuve des 100 km contre-la-montre en équipe. Sur le circuit de Braunweiler, en Allemagne de l'Ouest, l'équipe Tchécoslovaque terminait à la 8e place. L'année suivante il est au départ du Tour de l'Avenir. Au terme des 1 560 km de course, il occupe la 6e place du classement général final, démontrant l'aptitude des cyclistes tchécoslovaques à "passer" la montagne. Lui-même est un athlète longiligne, 1,79 m pour 72 kg, plus à l'aise en terrains de bosses et cols, qu'en routier sprinter. En 1968, ce sont les routes de la Course de la Paix qu'il parcourt. 
Sélectionné 5 fois dans l'équipe de Tchécoslovaquie pour le Tour de l'Avenir , il dispute un nombre égal de Course de la Paix. Compétiteur entre l'Est et l'Ouest, Miloš Hrazdíra est d'une longévité rare au haut niveau. Ainsi son ultime sélection pour la Course des trois capitales, intervient-elle en 1981, treize années après la première. 
Vainqueur en son pays du Tour de Slovaquie en 1967, il détient le record de 3 victoires (1968 et 1973 s'ajoutant au premier succès) dans cette course difficile en raison du relief de la Slovaquie.
Miloš Hrazdíra est le père du coureur tchèque Michal Hrazdíra, né en novembre 1977, sélectionné aux Jeux olympiques d’Athènes en 2004.

## Palmarès
- 1967
  - vainqueur du Tour de Slovaquie
  - champion de Moravie[4]
- 1968
  - vainqueur du Tour de Slovaquie
  - Vainqueur du FDB Ras (Tour d'Irlande)[5]
- 1969
  - vainqueur du Tour de Bohême
  - 3e du Grand Prix cycliste de L'Humanité
  - 3e du Tour de Slovaquie[6]
- 1970
  - 3e du Tour de Bohême
- 1971
  - victoire dans la 5e étape du Tour de l'Avenir[7]
  - 4e du Tour de RDA[8]
  - 6e du Milk Race
- 1972
  - victoire dans la 4e étape du Tour de Liège
  - vainqueur du Tour de Liège
  - vainqueur du Tour de Bohême[9]
  - vainqueur de Brno-Prostejov-Brno[10]
- 1973
  -  Champion de Tchécoslovaquie sur route
  - victoire dans 2 étapes du Tour de Slovaquie
  - vainqueur du Tour de Slovaquie
- 1974
  - 3e de la Course de la Paix
  - 8e du Tour de Yougoslavie
- 1976
  - 2e du Tour de l'Avenir
- 1978
  - victoire dans la 9eb étape du Tour de l'Avenir[11]
- 1981
  - 2e du Circuit des Ardennes
- 1982
  -  Champion de Tchécoslovaquie sur route

### Les deux grands Tours des amateurs

#### Tour de l'Avenir
- 1967 : 6e
- 1971 : 6e
- 1976 : 2e
- 1978 : vainqueur de la 9e étape, contre-la-montre
- 1979 : 26e

#### Course de la Paix
- 1968 : 19e
- 1972 : 6e
- 1974 : 3e
- 1976 : 10e
- 1981 : 22e

### Jeux olympiques
- 1972
  - 13e de l'épreuve des 100 km contre-la-montre en équipes avec la Tchécoslovaquie ( + Jiří Mainuš, Petr Matoušek, Vlastimil Moravec)

### Championnats du monde (100 km contre-la-montre en équipes)
- 1966 : 8e (+ Daniel Grac, Jan Wenczel, Jan Smolik)
- 1967 : 13e (+ Jaroslav Kvapil, František Rezac, Jiří Daler)
- 1974 : 15e (+ Vlastimil Moravec, Petr Matoušek, František Kondr)